# 九龍巴士276線
九龍巴士276線是香港新界的日間巴士路線，來往天水圍（天慈邨）及上水，途經屏山、元朗和博愛醫院，是首條來往天水圍及北區的專營巴士路線。
276線另設4條分支路線:
- 九龍巴士276A線，來往天水圍（天恆邨）及太平邨，途經天水圍南、上水，不途經元朗市。
- 九龍巴士276B線，來往天水圍（天富苑）及彩園邨，途經天水圍北、嘉湖北、落馬洲轉車站、上水，同樣不途經元朗市。
- 九龍巴士276P線，來往天水圍站及上水，同樣途經元朗市及屏山，但不經博愛醫院而繞經洪水橋。
- 九龍巴士276C線，來往天水圍站及粉嶺（祥華邨），同樣途經元朗市，但不經屏山而繞經朗屏邨，只於星期一至五早上及下午繁忙時間提供服務。

## 歷史

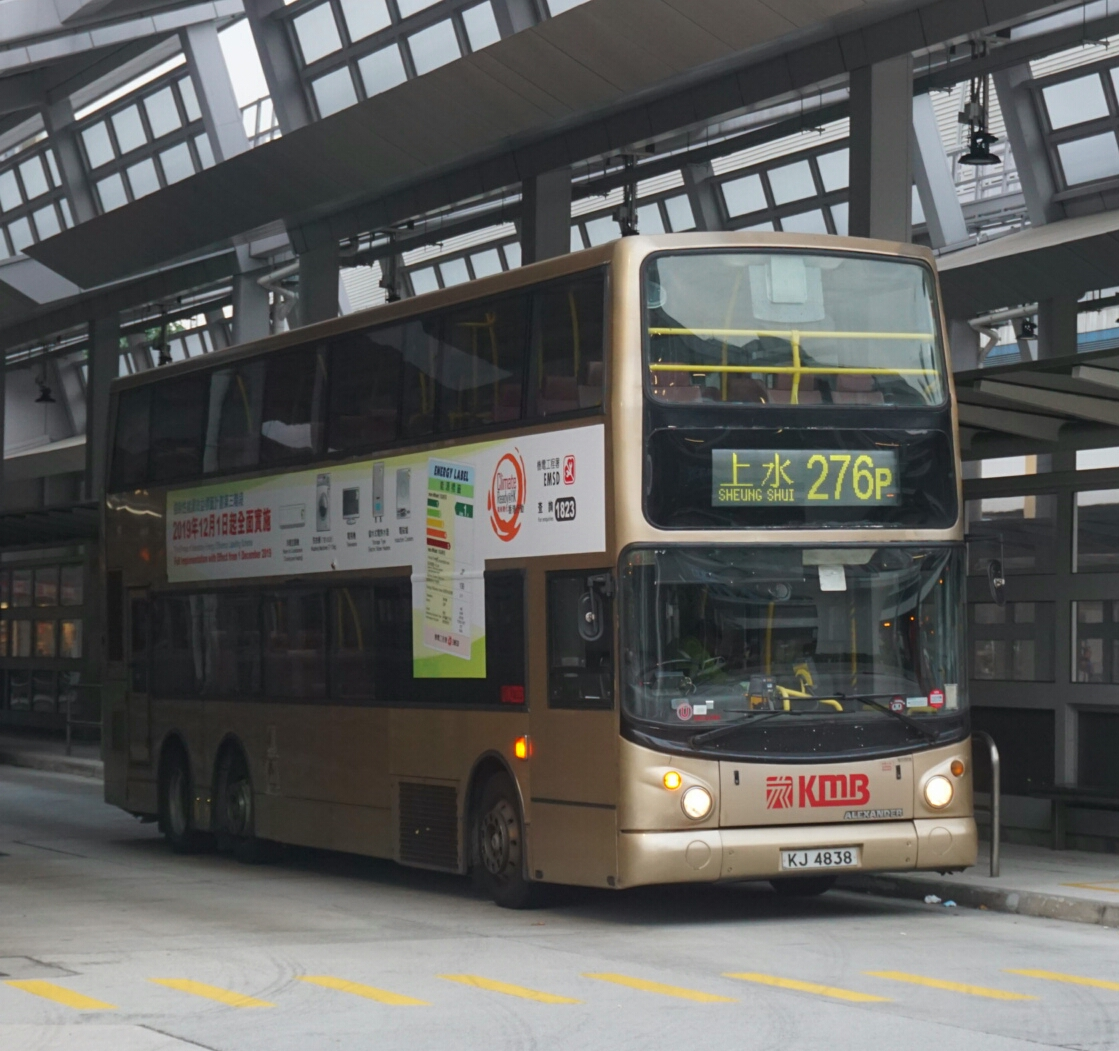
九龍巴士276P線

- 1993年7月1日：276線投入服務，來往天瑞及上水。
- 1993年12月17日：276P線投入服務，該線為276線的特快版本，不經屏山及博愛醫院，並使用雙層空調巴士行走，為北區首條雙層空調巴士全日路線。
- 1995年3月31日：路線總站由天瑞遷往天水圍市中心。
- 2001年4月10日：因276A線投入服務，元朗區總站由天水圍市中心縮短至天慈。
- 2003年12月7日：往上水方向繞經西鐵元朗站（北）公共運輸交匯處。[10][11]
- 2007年3月12日：不再繞經西鐵元朗站（北）公共運輸交匯處，改停朗日路新元朗中心分站。[12]
- 2014年11月22日：為配合元朗區巴士路線重組，改動如下[13]︰
  - 276線來回程改經天湖路及天耀路。
  - 276線提早頭班車及延長尾班車時間，修改班次至15－25分鐘一班。
  - 增設276線與276A、276B之間八達通轉乘優惠，方便乘客來往博愛醫院及天水圍。
  - 276P線天水圍總站由天慈邨遷往天水圍鐵路站，不再途經天慈邨一帶，並修改班次至5-20分鐘一班；同時取消由元朗（西）開出的特別班次。
- 2015年2月27日：276P線元朗區之總站臨時遷往橋昌路東公共運輸交匯處，以配合天水圍（西）公共運輸交匯處之用地被收回作居屋發展。
- 2015年3月21日：增設到站時間預報。[14]
- 2018年10月2日：天水圍站公共運輸交匯處原址重置工程完竣，276P線元朗區之總站遷往原址。
- 2019年8月26日：276P線來回程改經屏山及洪水橋一帶並增設中途站，不再途經朗天路。[15]
- 2020年1月13日：276C線投入服務，由天水圍站單向開往上水，途經朗屏邨，只於星期一至五早上繁忙時間提供服務。[16]
- 2022年9月5日：276線作出以下調動：
  - 276往上水方向改經水邊圍交匯處、宏達路、鳳池路、屏會街、元朗安寧路、媽廟路，然後返回青山公路－元朗段原有路線，取消「水邊圍邨」站，並新增「鳳池村」及「香港家庭計劃指導會」站。[17]
  - 276P往上水方向不再途經水邊圍交匯處、宏達路、鳳池路，取消「鳳池村」及「山水樓」站。[18]
  - 276C線北區總站延伸至祥華巴士總站，改經粉嶺南一帶及增設中途站，並增設黃昏回程服務。[19]

## 服務時間及班次
276
| 天水圍（天慈邨）開 | 天水圍（天慈邨）開 | 天水圍（天慈邨）開 | 上水開           | 上水開      | 上水開       |
| 日期               | 服務時間           | 班次（分鐘）       | 日期             | 服務時間    | 班次（分鐘） |
| ------------------ | ------------------ | ------------------ | ---------------- | ----------- | ------------ |
| 星期一至五         | 05:25-07:05        | 20                 | 星期一至五       | 05:40       | 05:40        |
| 星期一至五         | 07:05-08:35        | 15                 | 星期一至五       | 06:05-07:05 | 20           |
| 星期一至五         | 08:35-17:55        | 20                 | 星期一至五       | 07:05-08:20 | 15           |
| 星期一至五         | 17:55-21:40        | 25                 | 星期一至五       | 08:20-18:20 | 20           |
| 星期一至五         | 21:40-00:10        | 30                 | 星期一至五       | 18:20-22:30 | 25           |
|                    |                    |                    | 星期一至五       | 22:30-01:00 | 30           |
| 星期六             | 05:25-06:15        | 25                 | 星期六           | 05:40       | 05:40        |
| 星期六             | 06:15-21:35        | 20                 | 星期六           | 06:05-19:45 | 20           |
| 星期六             | 21:35-23:40        | 25                 | 星期六           | 19:45-23:30 | 25           |
| 星期六             | 00:10              | 00:10              | 星期六           | 23:30-01:00 | 30           |
| 星期日及公眾假期   | 05:25-00:10        | 25                 | 星期日及公眾假期 | 05:40-00:00 | 25           |
|                    |                    |                    | 星期日及公眾假期 | 00:00-01:00 | 30           |

276P
| 天水圍站開       | 天水圍站開   | 天水圍站開   | 上水開           | 上水開      | 上水開       |
| 日期             | 服務時間     | 班次（分鐘） | 日期             | 服務時間    | 班次（分鐘） |
| ---------------- | ------------ | ------------ | ---------------- | ----------- | ------------ |
| 星期一至五       | 05:25-06:40  | 15           | 星期一至五       | 05:40       | 05:40        |
| 星期一至五       | 06:40-07:20  | 10           | 星期一至五       | 05:55-06:55 | 12           |
| 星期一至五       | 07:20-07:45  | 8/9          | 星期一至五       | 06:55-09:15 | 10           |
| 星期一至五       | 07:45-08:05  | 10           | 星期一至五       | 09:30       | 09:30        |
| 星期一至五       | 08:05-09:05  | 12           | 星期一至五       | 09:45-10:45 | 12           |
| 星期一至五       | 09:05-12:05  | 10           | 星期一至五       | 10:45-12:05 | 10           |
| 星期一至五       | 12:05-18:01  | 8/9          | 星期一至五       | 12:05-19:02 | 7-9          |
| 星期一至五       | 18:01-18:29  | 7            | 星期一至五       | 19:02-19:12 | 10           |
| 星期一至五       | 18:29-19:15  | 11/12        | 星期一至五       | 19:12-21:05 | 12/13        |
| 星期一至五       | 19:15-22:30  | 15           | 星期一至五       | 21:05-22:35 | 10           |
| 星期一至五       | 22:30-00:10  | 20           | 星期一至五       | 22:35-22:50 | 15           |
|                  |              |              | 星期一至五       | 22:50-00:10 | 20           |
| 00:10-01:00      | 25           |              | 星期一至五       |             |              |
| 星期六           | 05:25-06:40  | 15           | 星期六           | 05:40       | 05:40        |
| 星期六           | 06:40-07:00  | 10           | 星期六           | 05:55-06:55 | 12           |
| 星期六           | 07:00-07:40  | 8            | 星期六           | 06:55-09:15 | 10           |
| 星期六           | 07:45、07:55 | 07:45、07:55 | 星期六           | 09:30       | 09:30        |
| 星期六           | 08:05-09:05  | 12           | 星期六           | 09:45-10:45 | 12           |
| 星期六           | 09:05-12:05  | 10           | 星期六           | 10:45-12:05 | 10           |
| 星期六           | 12:05-18:25  | 8/9          | 星期六           | 12:05-19:02 | 7-9          |
| 星期六           | 18:25-19:15  | 10           | 星期六           | 19:02-19:12 | 10           |
| 星期六           | 19:15-21:00  | 15           | 星期六           | 19:12-21:05 | 12/13        |
| 星期六           | 21;00-22:00  | 12           | 星期六           | 21:05-22:55 | 10           |
| 星期六           | 22:00-23:20  | 20           | 星期六           | 22:55-23:10 | 15           |
| 星期六           | 23:20-00:10  | 25           | 星期六           | 23:10-00:10 | 20           |
|                  |              |              | 星期六           | 00:10-01:00 | 25           |
| 星期日及公眾假期 | 05:25-06:10  | 15           | 星期日及公眾假期 | 05:40       | 05:40        |
| 星期日及公眾假期 | 06:10-09:00  | 10           | 星期日及公眾假期 | 05:55-08:55 | 10           |
| 星期日及公眾假期 | 09:00-11:00  | 12           | 星期日及公眾假期 | 08:55-09:55 | 12           |
| 星期日及公眾假期 | 11:00-19:00  | 8            | 星期日及公眾假期 | 09:55-11:55 | 10           |
| 星期日及公眾假期 | 19:00-21:00  | 12           | 星期日及公眾假期 | 11:55-17:55 | 8            |
| 星期日及公眾假期 | 21:00-22:00  | 10           | 星期日及公眾假期 | 17:55-18:55 | 10           |
| 星期日及公眾假期 | 22:00-23:30  | 15           | 星期日及公眾假期 | 18:55-19:55 | 12           |
| 星期日及公眾假期 | 23:30-00:10  | 20           | 星期日及公眾假期 | 19:55-21:05 | 10           |
|                  |              |              | 星期日及公眾假期 | 21:05-21:47 | 8/9          |
| 21:47-22:55      | 9/10         |              | 星期日及公眾假期 |             |              |
| 22:55-23:10      | 15           |              | 星期日及公眾假期 |             |              |
| 23:10-00:10      | 20           |              | 星期日及公眾假期 |             |              |
| 00:10-01:00      | 25           |              | 星期日及公眾假期 |             |              |

276C
| 天水圍站開 | 天水圍站開   | 粉嶺（祥華）開 | 粉嶺（祥華）開 |
| 日期       | 服務時間     | 日期           | 服務時間       |
| ---------- | ------------ | -------------- | -------------- |
| 星期一至五 | 07:10、07:20 | 星期一至五     | 06:50、07:20   |
| 星期一至五 | 18:00、18:30 | 星期一至五     | 18:00、18:20   |

星期六、日及公眾假期不設服務

## 收費
| 路線   | 全程收費 | 分段收費 |
| ------ | -------- | --- |
| 276(P) | $10.1    | - 天水圍（天慈邨）往博愛醫院（276）／天水圍站往形點I（276P）或之前：$4.8 - 博愛醫院往天水圍（天慈邨）（276）／元點往天水圍站（276P）：$4.8 |
| 276C   | $10.1    | - 彩蒲苑彩碧閣往粉嶺（祥華邨）：$5.2 - 形點I往天水圍站：$4.8                                                                               |

| - 本線設有12歲以下小童及65歲或以上長者半價優惠。 - 65歲或以上香港居民使用「樂悠咭」，以及12歲以下合資格殘疾兒童使用「殘疾人士身份」個人八達通繳付車資，均可享有每程$2.0或半價（以較低者為準）的票價優惠；12至64歲合資格殘疾人士使用「殘疾人士身份」個人八達通（包括「樂悠咭」），以及60至64歲香港居民使用「樂悠咭」繳付車資，均可享有每程$2.0或全費（以較低者為準）的票價優惠。 - 65歲或以上長者如使用長者或一般個人八達通繳付車資，則只可享有半價優惠；12至64歲合資格殘疾人士如不使用「殘疾人士身份」個人八達通，以及60至64歲人士如不使用「樂悠咭」繳付車資，必須繳付全費。 - 乘客可以現金或八達通於上車時付款，不設找續。 - 每位成人乘客可免費攜帶最多兩名4歲以下而不佔座位的兒童乘客乘車，超額之4歲以下小童必須繳付小童車費乘車。 - 持有「九巴月票」之乘客在車票有效期內，每日可享最多10程任何九龍巴士及龍運巴士路線（包括本路線，以及聯營路線的九龍巴士／龍運巴士提供的班次；惟乘搭機場「A」及「NA」線則可享原價二七折優惠（不會計算每天10次合資格車程））；而B1線則每日可享最多各2程（不會計算每天10次合資格車程）。 - 九龍巴士、城巴、龍運巴士及陽光巴士全職員工及家屬（不包括外判職員）可免費乘搭本路線，惟必須拍職員或職員家屬八達通。 - 乘客亦可透過多元化電子支付系統（e度嘟）繳付車資，包括使用非接觸式VISA卡、JCB卡、萬事達卡、銀聯卡、美國運通、大來國際、Discover Card、Apple Pay、Google Pay、Samsung Pay、AlipayHK「易乘碼」、支付寶、WeChatHK／微信支付「搭車碼」、銀聯雲閃付「乘車碼」及BOC Pay「乘車碼」。乘客使用此付款方式，使用此支付方式的乘客可享有中途下車之分段收費，以及與其他九巴／龍運獨營路線或聯營線九巴／龍運班次之轉乘優惠，惟不適用於與非九巴／龍運路線之轉乘優惠，亦不能享有「公共交通費用補貼計劃」及「長者及合資格殘疾人士公共交通票價優惠計劃」。 - 帶粗體字者為雙向分段收費，乘客必須使用八達通（九巴月票除外）上車拍卡繳費，並於下車前後於指定巴士站裝設拍卡機確認八達通，方可享有分段收費優惠。 |

### 八達通轉乘優惠
乘客登上276(P)線後150分鐘內以同一張八達通卡轉乘以下路線，或從以下路線登車後150分鐘內以同一張八達通卡轉乘276/276P線，次程可獲車資折扣優惠：
276(P)←→70K
- 276(P)往上水 → 70K，273A，273D往華明，273B往清河，次程車資全免
- 70K往清河邨，273A往彩園 ，273B/273D往上水→ 276(P)往天水圍，回贈首程車資

276(P)←→78K、79K，次程可獲$4.2折扣優惠
- 276(P)往上水 → 78K往沙頭角或79K往打鼓嶺
- 78K或79K往上水 → 276(P)往天水圍

276(P)←→B1，次程可獲$4.2折扣優惠
- 276(P)任何方向 → B1往落馬洲
- B1往天水圍 → 276(P)任何方向

## 使用車輛
受坑尾村一段屏廈路過於狹窄影響，276線自開辦到2011年中，九巴一直安排三菱MK單層空調巴士（AM）為主要用車。
由2011年6月1日起，6輛亞歷山大丹尼士Enviro 200 Dart（AAU1、3、4、5、7、8）正式上掛本線，取代快將退役的三菱MK217J單層空調巴士（AM）。直至2011年9月19日，全線均使用亞歷山大丹尼士Enviro 200 Dart。後來，九巴亦准許斯堪尼亞K230UB 10.6米（ASB）行走本線。
由於港鐵成功引入10.5米亞歷山大丹尼士Enviro 400雙軸低地台雙層空調巴士，行走途經屏廈路的港鐵巴士K65線，由2012年12月10日起，本路線調走3輛Enviro 200 Dart，改派量產版亞歷山大丹尼士Enviro 400 10.5米雙軸低地台雙層空調巴士（ATSE14／RU2731、ATSE15／RU2798、ATSE16／RU2845）行走，為九巴首次派出雙層空調巴士行走屏山一段的屏廈路，亦是276線首次引入雙層空調巴士作為掛牌車。直至2020年6月，本線獲派16輛亞歷山大丹尼士Enviro 500 MMC 11.3米行走。
276線及276P線現時共獲派29輛亞歷山大丹尼士Enviro 500 MMC（10輛11.3米E6M、7輛12米ATENU、2輛12.8米3ATENU、4輛12.8米E6X）雙層空調巴士，其中276線只可使用車長11.3米的E6M。
| 車隊編號  | 車牌   |
| --------- | ------ |
| E6X98     | WU4331 |
| E6X120    | WV3933 |
| E6X176    | XZ5248 |
| E6X179    | XZ5051 |
| ATENU820  | TV3369 |
| ATENU929  | TZ1669 |
| ATENU1156 | UH6704 |
| ATENU1179 | UJ4232 |
| ATENU1209 | VD7918 |
| ATENU1304 | VE3573 |
| ATENU1337 | VH4161 |
| 3ATENU158 | VN4844 |
| 3ATENU185 | VP5385 |
| V6B7      | WA9539 |
| V6B97     | WG8432 |
| V6B108    | WH9381 |
| V6B116    | WK5384 |
| V6X4      | WZ5611 |
| V6X61     | XE2215 |
| E6M15     | WU2974 |
| E6M22     | WU4840 |
| E6M32     | WU6994 |
| E6M51     | WV2120 |
| E6M57     | WV4376 |
| E6M58     | WV2878 |
| E6M64     | WV8746 |
| E6M73     | WZ8551 |
| E6M76     | XA1362 |
| E6M79     | XA3312 |

## 行車路線
276

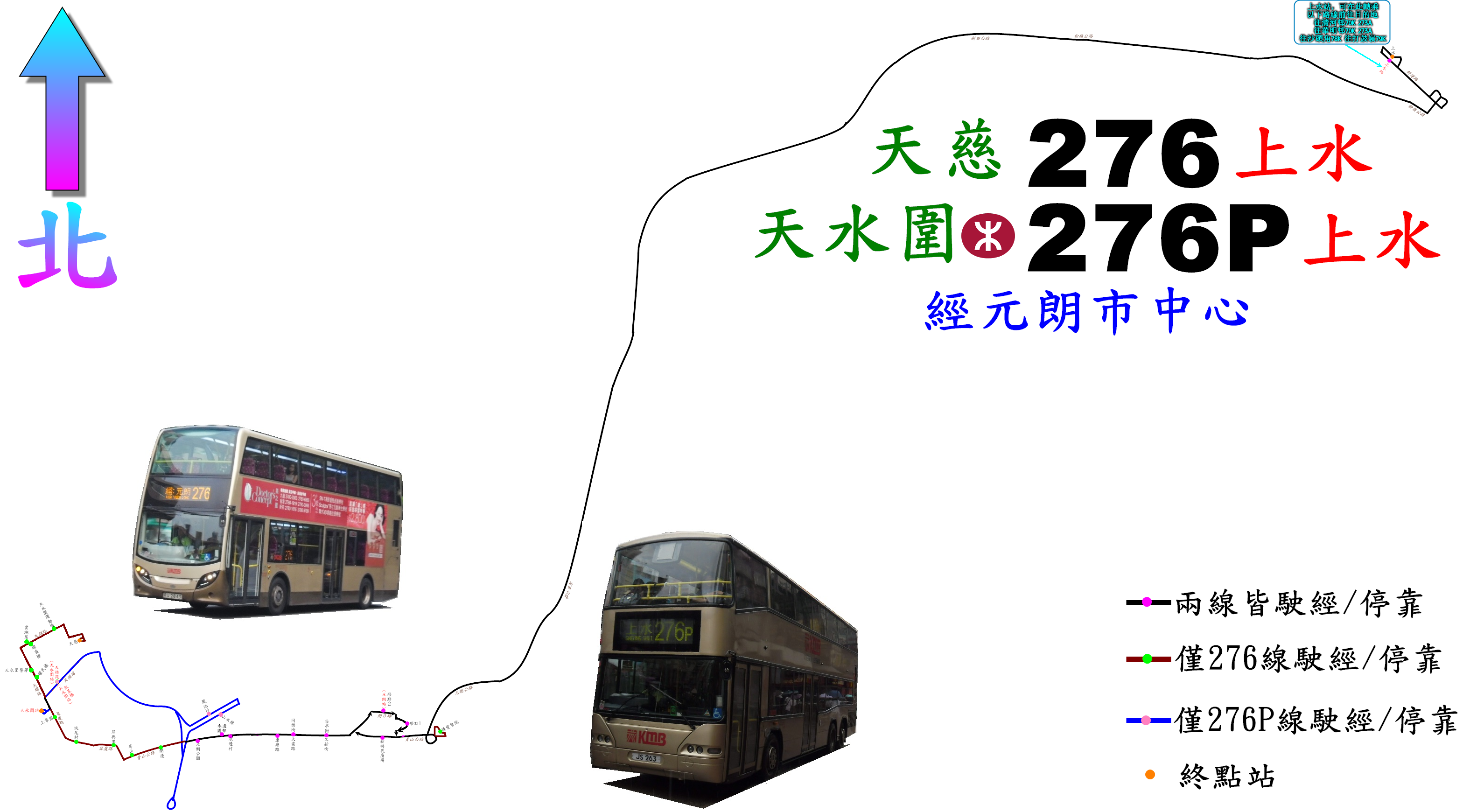
276及276P線的走線圖，當中啡線表示只有276線駛經，而藍線則只有276P駛經（未改道前）

天水圍（天慈邨）開經：天喜街、天柏路、天湖路、天耀路、屏廈路、青山公路－屏山段、水邊圍交匯處、宏達路、鳳池路、屏會街、元朗安寧路、媽廟路、青山公路－元朗段、朗日路、形點交通交匯處、朗日路、青山公路－元朗段、博愛交匯處、S5通道、博愛交匯處、元朗公路、新田公路、粉嶺公路、掃管埔路及新運路。
上水開經：龍運街、新運路、掃管埔路、粉嶺公路、新田公路、元朗公路、博愛交匯處、S5通道、博愛交匯處、青山公路（元朗段、屏山段）、屏廈路、天耀路、天湖路、天柏路及天喜街。
276線之具體停站請參考資訊框
276P

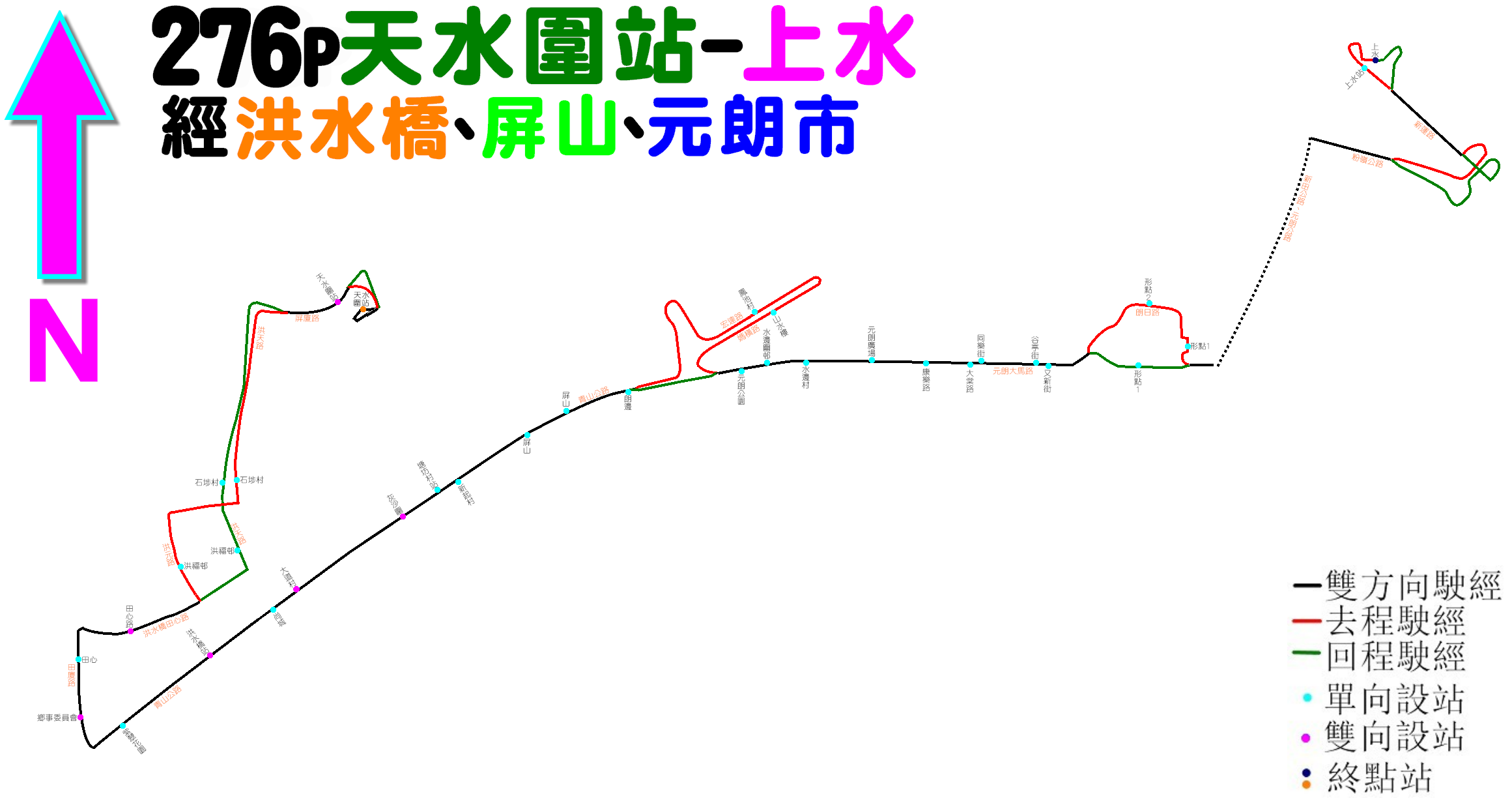
276P線的走線圖

天水圍站開經：屏廈路、洪天路、洪志路、洪元路、洪水橋田心路、田廈路、青山公路（洪水橋段、屏山段、元朗段）、朗日路、形點交通交匯處、朗日路、青山公路－元朗段、博愛交匯處、元朗公路、新田公路、粉嶺公路、掃管埔路及新運路。
上水開經：龍運街、新運路、掃管埔路、粉嶺公路、新田公路、元朗公路、博愛交匯處、青山公路（元朗段、屏山段、洪水橋段）、田廈路、洪水橋田心路、洪天路及屏廈路。
276P線之具體停站請參考資訊框
276C

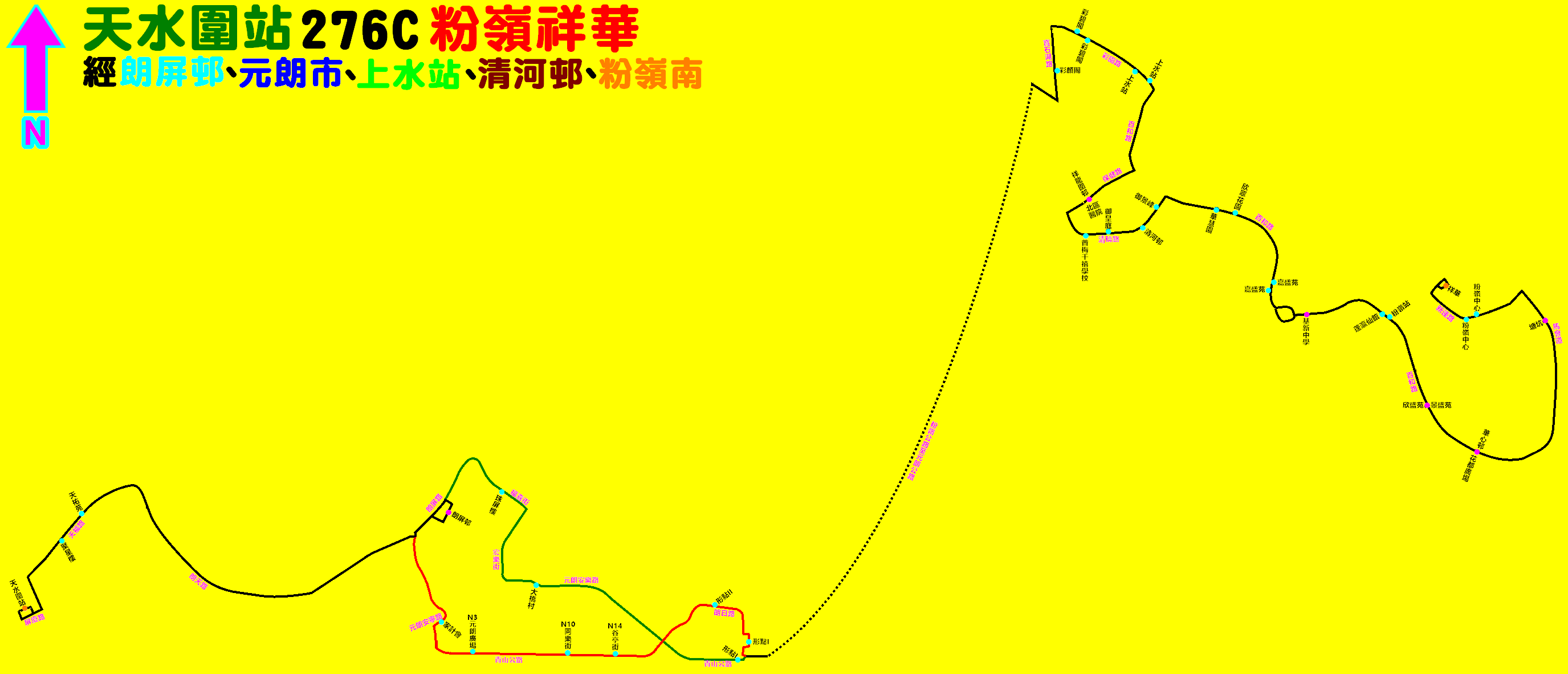
276C線的走線圖

天水圍站開經：屏廈路、天福路、朗天路、朗屏路、朗屏邨巴士總站、朗屏路、鳯池路、屏會街、元朗安寧路、媽廟路、青山公路－元朗段、朗日路、形點交通交匯處、朗日路、青山公路－元朗段、博愛交匯處、元朗公路、新田公路、粉嶺公路、寶石湖路、彩園路、百和路、保健路、清曉路、百和路、馬會道、新運路及祥華邨通道。
粉嶺（祥華邨）開經：祥華邨通道、新運路、馬會道、百和路、清曉路、保健路、百和路、彩園路、寶石湖路、粉嶺公路、新田公路、元朗公路、博愛交匯處、青山公路-元朗段、元朗安樂路、宏樂街、福喜街、朗屏路、朗屏邨巴士總站、朗屏路、朗天路、天福路及屏廈路。
276C線各班次之具體停站請參考資訊框

## 客量
276、276P線提供來往北區及元朗區特快服務，由於乘搭港鐵來往元朗區及北區非常迂迴，加上遠較紅色小巴及76K、77K線直接，故令整個276系列多年來客量均維持高水平，但屏廈路近坑尾村彎多路窄，限制此路線未能使用大型巴士疏導乘客，九巴必須分拆出不經屏廈路及博愛醫院的輔助路線276P，卻使元朗市客源轉移至276P線；加上天水圍亦有不經元朗市的276A、276B線，進一步分薄276線客源。